# SLL
SLL (hangul: 스튜디오 룰루랄라; sigla para Studio LuluLala), anteriormente conhecido como JTBC Studios (hangul: 제이티비씨스튜디오), é uma empresa sul-coreana de produção, distribuição e gestão de talentos. É uma subsidiária da emissora JTBC.
Em 2022, a JTBC Studios foi rebatizada como SLL como parte de seu plano de expansão mundial. SLL é um acrônimo para "Studio LuluLala" com o significado de "LuluLala", em coreano, para "expressar alegria e aventura", seu nome foi baseado numa produtora multimídia dentro da empresa.

## Produções
| Ano     | Título                       | Emissora          | Co-produtora(s)                             |
| ------- | ---------------------------- | ----------------- | ------------------------------------------- |
| 2020    | The World of the Married     | JTBC              | BBC Studios                                 |
| 2020    | Graceful Friends             | JTBC              | - Studio&NEW - JCN                          |
| 2020    | The Good Detective           | JTBC              | Blossom Story                               |
| 2020    | More Than Friends            | JTBC              | Zium Contents                               |
| 2020    | Was It Love?                 | JTBC              | Gill Pictures                               |
| 2020    | 18 Again                     | JTBC              | —                                           |
| 2020    | Live On                      | JTBC              | - KeyEast - Playlist Studio                 |
| 2020    | Hush                         | JTBC              | KeyEast                                     |
| 2021    | Beyond Evil                  | JTBC              | Celltrion Entertainment                     |
| 2021    | Sisyphus: The Myth           | JTBC              | Drama House                                 |
| 2021    | Law School                   | JTBC              | - Studio Phoenix - Gonggamdong House        |
| 2021    | Undercover                   | JTBC              | Story TV                                    |
| 2021    | My Roommate Is a Gumiho      | tvN iQIYI         | Studio Dragon Zium Content iQIYI            |
| 2021    | Monthly Magazine Home        | JTBC              | Drama House                                 |
| 2021    | Nevertheless                 | JTBC              | Studio N Beyond J                           |
| 2021    | Reflection of You            | JTBC              | Celltrion Entertainment                     |
| 2021–22 | Snowdrop                     | JTBC              | Drama House                                 |
| 2021–22 | Artificial City              | JTBC              | HiSTORY D&C                                 |
| 2021–22 | The One and Only             | JTBC              | KeyEast                                     |
| 2022    | All of Us Are Dead           | Netflix           | Film Monster Kim Jong-hak Production        |
| 2022    | Thirty-Nine                  | JTBC              | Lotte Cultureworks                          |
| 2022    | Forecasting Love and Weather | JTBC              | NPIO Entertainment                          |
| 2022    | Green Mothers' Club          | JTBC              | Megaphone                                   |
| 2022    | It's Beautiful Now           | KBS 2TV           | Zium Content                                |
| 2022    | My Liberation Notes          | JTBC              | Studio Phoenix Chorokbaem Media             |
| 2022    | The Sound of Magic           | Netflix           | Zium Content                                |
| 2022    | Rose Mansion                 | TVING             | B.A. Entertainment Film Monster             |
| 2022    | Cleaning Up                  | JTBC              | Drama House                                 |
| 2022    | Insider                      | JTBC              | Ace Factory                                 |
| 2022    | The Empire                   | JTBC              | Celltrion Entertainment                     |
| 2022    | Reborn Rich                  | JTBC              | RaemongRaein Viu (investimento em produção) |
| 2022    | The Interest of Love         | JTBC              | —                                           |
| 2023    | Agency                       | JTBC              | How Pictures Drama House                    |
| 2023    | Divorce Attorney Shin        | JTBC              | Hi Ground Geulmoe                           |
| 2023    | Doctor Cha                   | JTBC              | Studio&NEW JCN                              |
| 2023    | The Good Bad Mother          | JTBC              | Drama House Film Monster                    |
| 2023    | King the Land                | JTBC              | NPIO Entertainment By4m Studio              |
| 2023    | Miracle Brothers             | JTBC              | MI                                          |
| 2023    | Behind Your Touch            | JTBC              | Studio Phoenix                              |
| 2023    | Destined With You            | JTBC              | C-JeS Entertainment                         |
| 2023    | Strong Girl Nam-soon         | JTBC              | Story Phoenix Barunson C&C                  |
| 2023–24 | Welcome to Samdal-ri         | JTBC              | MI                                          |
| 2023–24 | Death's Game                 | TVING             | Studio N Saram Entertainment                |
| 2024    | Doctor Slump                 | JTBC              | HighZium Studio                             |
| 2024    | Queen of Divorce             | JTBC              | How Pictures Drama House Studio             |
| 2024    | Hide                         | Coupang Play JTBC | CJ ENM Studios DK E&M                       |
| 2024    | Frankly Speaking             | JTBC              | KeyEast                                     |
| 2024    | The Atypical Family          | JTBC              | Story & Pictures Media Drama House Studio   |
| 2024    | My Military Valentine        | Viki              | Purple Cats Film                            |
| 2024    | My Sweet Mobster             | JTBC              | Base Story IOK Company                      |
| 2024    | Miss Night and Day           | JTBC              | Samhwa Networks                             |
| 2024    | The Frog                     | Netflix           | Studio Flow                                 |
| 2024    | The Story of Lady Ok         | JTBC              | Corpus Korea                                |
| 2024    | A Prefabricated Family       | JTBC              | HighZium Studio Base Story                  |
| TBA     | Miracle                      | TBA               | MI                                          |
| TBA     | Fly High Butterfly           | TBA               | GnG Production                              |

### Filmes
| Ano  | Título               | Co-produtora(s)               | Distribuidora(s)       |
| ---- | -------------------- | ----------------------------- | ---------------------- |
| 2021 | Shark: The Beginning | Studio LuluLala Toyou's Dream | CJ Entertainment TVING |

## Subsidiárias
Atualmente gerenciadas
- Drama House Studio
- B.A. Entertainment
- Film Monster
- Studio Phoenix
- Production H[40]
- Climax Studio (anteriormente Lezhin Studio)[40]
- Anthology Studios
- Perfect Storm Film
- Studio Slam (para programas improvisadoss)
- High-Zium Studio (anteriormente Zium Content)[40]
- Vird Studio (também é supervisora de efeitos visuais)
- wiip (criada por Paul Lee, sediada nos Estados Unidos)[41]